# Асача (река)
Асача — река на полуострове Камчатка в России, протекает по территории Елизовского района Камчатского края.
Длина реки составляет 78 км. Площадь водосборного бассейна насчитывает 970 км². Река находится на юго-востоке Камчатки, берёт начало с отрогов вулкана Асача, и впадает в бухту Асача.
Гидроним вероятно имеет ительменское происхождение.

## Данные водного реестра
По данным государственного водного реестра России относится к Анадыро-Колымскому бассейновому округу.
Код объекта в государственном водном реестре — 19070000212120000023664.